# Persone di nome Giuseppe/Altre...
| Questa pagina contiene informazioni ricavate automaticamente dalle voci biografiche con l'ausilio del template Bio e di un bot. L'aggiornamento è periodico e automatico e ricostruisce completamente la pagina. Se manca una persona in questa lista, sei pregato di non aggiungerla, ma accertati piuttosto che la sua voce biografica contenga il template Bio e che i dati anagrafici siano correttamente compilati. Se il template Bio manca, inseriscilo tu stesso o, in alternativa, metti l'avviso {{tmp\|Bio}} che ne segnala la mancanza. Se i dati riportati sono sbagliati, correggi direttamente la voce biografica; le modifiche saranno visibili in questa lista entro pochi giorni. Per chiarimenti vedi il progetto biografie. La lista contiene solo le 57 persone che sono citate nell'enciclopedia e per le quali è stato implementato correttamente il template Bio. Pagina aggiornata al 10 dic 2019. |

## A
- Joe Aiello, mafioso italiano (Bagheria, n.1890 - Chicago, †1930)
- Giuseppe Alleruzzo, mafioso e collaboratore di giustizia italiano (Paternò, n.1935 - Paternò, †2019)
- Giuseppe Aonzo, comandante marittimo e militare italiano (Savona, n.1887 - Savona, †1954)

## B
- Giuseppe Belli, cantante castrato italiano (Cortona, n.1732 - Napoli, †1760)
- Giuseppe Bellocco, mafioso italiano (Rosarno, n.1948)
- Giuseppe Bonaparte (Corte, n.1768 - Firenze, †1844)

## C
- Giuseppe Calderone, mafioso italiano (Catania, n.1925 - Catania, †1978)
- Giuseppe Calò, mafioso italiano (Palermo, n.1931)
- Giuseppe Carnovale, mafioso italiano (Polia, n.1946 - †1992)
- Giuseppe Cataldo, mafioso italiano (Locri, n.1938 - Locri, †2011)
- Joseph Cerrito, mafioso italiano (Palermo, n.1911 - San Jose, †1978)
- Giuseppe Coluccio, mafioso italiano (Marina di Gioiosa Ionica, n.1966)
- Giuseppe Commisso, mafioso italiano (Siderno, n.1947)
- Giuseppe Console,  italiano (Novara, n.1930 - Novara, †2014)

## D
- Giuseppe D'Agostino, mafioso italiano (Laureana di Borrello, n.1967)
- Giuseppe De Stefano, mafioso italiano (Reggio Calabria, n.1969)
- Giuseppe Dell'Aquila, mafioso italiano (Giugliano in Campania, n.1962)
- Giuseppe Di Cristina, mafioso italiano (Riesi, n.1923 - Palermo, †1978)
- Giuseppe d'Alessi (Polizzi Generosa, n.1612 - Palermo, †1647)
- Giuseppe di Borbone-Parma (Biarritz, n.1875 - Lucca, †1950)

## F
- Giuseppe Falsone, mafioso italiano (Campobello di Licata, n.1970)
- Giuseppe Ferrini
- Giuseppe Flachi, mafioso italiano (Reggio Calabria, n.1951)

## G
- Giuseppe Giorgi, mafioso italiano (San Luca, n.1961)
- Giuseppe Grassonelli, mafioso italiano (Porto Empedocle, n.1965)
- Giuseppe Graviano, mafioso italiano (Palermo, n.1963)
- Giuseppe Greco, mafioso italiano (Palermo, n.1952 - Palermo, †1985)
- Giuseppe Grimaldi,  francese (Parigi, n.1763 - Parigi, †1816)
- Giuseppe Guttadauro, mafioso italiano (Bagheria, n.1948)

## I
- Giuseppe Iamonte, mafioso italiano (Melito di Porto Salvo, n.1949 - Reggio Calabria, †2019)
- Giuseppe Inzerillo,  italiano (Palermo, n.1964 - Palermo, †1981)

## L
- Giuseppe Langella, professore universitario, poeta e critico letterario italiano (n.1952)
- Joseph Lanza, mafioso italiano (Palermo, n.1904 - New York, †1968)
- Giuseppe Letizia,  italiano (Corleone, n.1935 - Corleone, †1948)
- Giuseppe Lucchese, mafioso italiano (Palermo, n.1958)

## M
- Joseph Magliocco, mafioso italiano (Portella di Mare, n.1898 - West Islip, †1963)
- Giuseppe Marchese, mafioso italiano (Palermo, n.1963)
- Giuseppe Misso, mafioso e collaboratore di giustizia italiano (Napoli, n.1947)
- Giuseppe Monticciolo, mafioso e collaboratore di giustizia italiano (San Giuseppe Jato, n.1969)
- Giuseppe Morabito, mafioso italiano (Africo, n.1934)
- Giuseppe Morello, mafioso italiano (Corleone, n.1867 - New York, †1930)

## N
- Giuseppe Nirta, mafioso italiano (San Luca, n.1940)
- Giuseppe Nirta, mafioso italiano (San Luca, n.1913 - Bianco, †1995)

## P
- Giuseppe Palermo, mafioso italiano (Partanna, n.1862)
- Giuseppe Pelle, mafioso italiano (San Luca, n.1960)
- Giuseppe Piantoni (Rimini, n.1890 - Conversano, †1950)
- Giuseppe Piromalli, mafioso italiano (Gioia Tauro, n.1921 - Gioia Tauro, †2005)
- Giuseppe Piromalli, mafioso italiano (Gioia Tauro, n.1945)
- Giuseppe Puca, mafioso italiano (Sant'Antimo, n.1955 - Sant'Antimo, †1989)

## R
- Giuseppe Rogoli, mafioso italiano (Mesagne, n.1946)

## S
- Giuseppe Salvo, mafioso italiano (Catania, n.1949)
- Giuseppe Santarelli, cantante castrato, compositore e direttore di coro italiano (Forlì, n.1710 - Roma, †1790)
- Giuseppe Schiavinato, mineralogista, accademico e politico italiano (Padova, n.1915 - Milano, †1996)
- Serafino (Milano, n.1946 - Palermo, †1980)
- Giuseppe Setola, mafioso italiano (Santa Maria Capua Vetere, n.1970)

## T
- Pino Tovaglia, grafico e accademico italiano (Milano, n.1923 - Milano, †1977)

## Z
- Joseph Zerilli, mafioso italiano (Terrasini, n.1897 - Detroit, †1977)